# Declaração de Lisboa

Carlos Lacerda em 1966

A Declaração de Lisboa é um documento assinado em 19 de novembro de 1966, pelos políticos brasileiros Juscelino Kubitschek e Carlos Lacerda, durante um encontro em Portugal. O objetivo da declaração era a defesa da democracia e a luta contra o autoritarismo.
O documento foi redigido em resposta ao golpe militar que havia ocorrido no Brasil em 1964, que havia derrubado o presidente João Goulart e instaurado um regime autoritário. A declaração enfatizou a importância da liberdade de expressão, da imprensa livre, do direito de associação e da participação cívica como valores fundamentais para a democracia.
A declaração teve um impacto significativo na luta contra as ditaduras na América Latina. Vários políticos e intelectuais latino-americanos se juntaram aos esforços de Lacerda e Kubitschek para promover a democracia e os direitos humanos em seus países.